# Hạng Sung
Hạng Sung (chữ Hán: 項充; bính âm: Xiàng Chōng), ngoại hiệu Bát Tý Na Tra (chữ Hán: 八臂哪吒; tiếng Anh: Eight-armed Nezha; tiếng Việt: Na Tra tám tay) là một nhân vật hư cấu trong tiểu thuyết văn học cổ điển Trung Hoa Thủy Hử. Hạng Sung xếp thứ 64 trong 108 vị đầu lĩnh Lương Sơn Bạc và xếp thứ 28 trong 72 vị sao Địa Sát, được sao Địa Phi Tinh (chữ Hán: 地飛星; tiếng Anh: Flying Star) chiếu mệnh.

## Xuất thân
Vốn xuất thân thảo khấu tại núi Mang Đãng (芒碭山 thuộc huyện Bái, Từ Châu), Thủy Hử mô tả hình ảnh Hạng Sung oai hùng với đầu đội nón sắt, mặt vẽ mặt nạ, tay phải cầm thương, tay trái cầm khiên, sau lưng mang 24 cây phi đao, tài nghệ phi đao trăm thước giết người không sai một. Hạng Sung là một trong 3 đầu đảng (cùng Phàn Thụy, Lý Cổn) thảo khấu ở núi Mang Đãng, dưới trướng có hơn 3000 người ngựa.

## Gia nhập Lương Sơn Bạc
Phàn Thụy, Lý Cổn và Hạng Sung ban đầu định đến đánh và chiếm Lương Sơn Bạc, do đó Tống Giang và Tiều Cái quyết định đánh núi Mang Đãng. Sử Tiến, Chu Vũ, Trần Đạt và Dương Xuân đem quân đi đầu, tuy nhiên bị đánh tan tác và chạy thoát thân.
Hôm sau, Công Tôn Thắng đề nghị Phàn Thụy phá trận Bát Quái trận của mình. Phàn Thụy sử dụng pháp thuật làm trời tối đen, hô mưa gọi gió làm quân Lương Sơn rối loạn, sau đó sai Lý Cổn, Hạng Sung đem 500 quân phá trận, song cả hai người đều bị bắt. Công Tôn Thắng đánh bại Phàn Thụy trong một trận chiến phép thuật. Phàn Thụy chạy thoát.
Tống Công Minh đối đãi tử tế với Lý Cổn, Hạng Sung và thuyết phục hai người gia nhập Lương Sơn Bạc. Lý Cổn, Hạng Sung sau đó quay về núi Mang Đãng thuyết phục Phàn Thụy đi cùng họ, Phàn Thụy ưng thuận và trở thành học trò của Công Tôn Thắng.

## Chức vụ
Khi phân định ngôi thứ ở Lương Sơn Bạc, Hạng Sung xếp thứ 64 trong 108 vị đầu lĩnh Lương Sơn Bạc và xếp thứ 28 trong 72 vị sao Địa Sát, chức Bộ Quân Tướng Hiệu (步軍將校), là một trong các đầu lĩnh chỉ huy bộ binh quân Lương Sơn Bạc.

## Sau khi chiêu an và tử trận
Sau khi nhận chiêu an, Hạng Sung cùng các đầu lĩnh Lương Sơn Bạc tham gia các chiến dịch bình quân Liêu, các lực lượng khác chống đối triều đình nhà Tống.
Trong chiến dịch bình Phương Lạp trận Mục Châu (睦州 - nay thuộc huyện Thuần An, Chiết Giang), vì tướng giặc Trịnh Bưu giết mất 2 vợ chồng Vương Anh và Hổ Tam Nương, Tống Giang cùng Lý Cổn và Hạng Sung dẫn 5000 người ngựa tiến đánh báo thù. Trịnh Bưu địch không nổi nên cùng quân chạy trốn. Vì hấp tấp muốn lập công nên Lý Cổn, Hạng Sung, Lý Quỳ liều mạng trèo đèo, vượt suối đuổi theo. Chẳng may khi qua một đoạn khe sâu, Lý Cổn trượt ngã. Ngay khi đó, ba ngàn quân mà Trịnh Bưu đã mai phục sẵn trên bờ được lệnh bắn cung nỏ xuống tới tấp như mưa giết chết Lý Cổn ngay tại khe nước. Hạng Sung khi ấy, lặn sâu xuống khe nước tránh, nhưng bị mắc lưới do quân mai phục của Trịnh Bưu giăng sẵn. Cố sức giẫy dụa khỏi lưới, nhưng Hạng Sung không thoát được và bị quân Trịnh Bưu ào xuống khe đâm chém làm trăm mảnh.

## Trong Đãng Khấu Chí
Tại hồi 59, Tống Giang thua to ở Thái An, chạy đến Vĩnh An Duyễn Châu thì bị quân Lưu Quảng chặn đánh. Tống Giang bị Chân Tường Lân đâm chết con Chiếu Dạ Ngọc Sư Tử, được Lỗ Trí Thâm, Hạng Sung, Lý Cổn liều chết cứu thoát. Tống Giang phá vòng vây, dựa vào man thuẫn của Lý, Hạng mà chạy. Nhưng Lưu Kỳ, Tường Lân dũng mãnh, Lý Cổn bị Tường Lân đâm chết, Hạng Sung bị Lưu Kỳ chém bay đầu.